# Gwieździn (gmina)
Gwieździn – dawna gmina wiejska istniejąca w latach 1945–1954 w woj. pomorskim, szczecińskim i koszalińskim (dzisiejsze woj. pomorskie). Siedzibą władz gminy był Gwieździn.
Gmina Gwieździn powstała po II wojnie światowej (1945) na terenie tzw. Ziem Odzyskanych (tzw. III okręg administracyjny – Pomorze Zachodnie). 25 września 1945 gmina – jako jednostka administracyjna powiatu człuchowskiego – została powierzona administracji wojewody pomorskiego, po czym z dniem 28 czerwca 1946 została przyłączona do woj. szczecińskiego. 6 lipca 1950 gmina wraz z całym powiatem człuchowskim weszła w skład nowo utworzonego woj. koszalińskiego.
Według stanu z 1 lipca 1952 gmina składała się z 5 gromad: Gwieździn, Krępsk, Pawłówko, Rzeczenica i Stołczno. Gmina została zniesiona 29 września 1954 wraz z reformą wprowadzającą gromady w miejsce gmin. Jednostki nie przywrócono 1 stycznia 1973 wraz z kolejną reformą reaktywującą gminy.